# چانچرا
چانچرا (به لاتین: Chanchra) یک منطقهٔ مسکونی در بنگلادش است که در ناحیه بهولا واقع شده‌است.